# Lucifer (TV-serie)
För andra betydelser, se Lucifer (olika betydelser).
Lucifer är en amerikansk TV-serie som hade premiär på kanalen Fox den 25 januari 2016. 
Serien handlar om Lucifer Morningstar, som är uttråkad av att vara Helvetets härskare, och överger sin tron för att flytta till jorden och Los Angeles, där han får tillbaka  sin livslust av att hjälpa LAPD, Los Angeles-polisen, att straffa brottslingar. Lucifer driver också en nattklubb/pianobar i Los Angeles kallad "Lux", med hjälp av sin demoniska allierade Mazikeen eller "Maze". Efter att en kändis och bekant till Lucifer blir mördad utanför hans klubb, blir Lucifer involverad med LAPD när han tar på sig uppgiften att hjälpa kommissarie Chloe Decker att hitta de skyldiga, så att han kan "straffa dem".
Lucifer bygger på karaktären skapad av Neil Gaiman, Sam Kieth och Mike Dringenberg för den tecknade serien The Sandman, och som senare blev huvudpersonen i spinoff-serietidningen Lucifer skriven av Mike Carey.
Efter tre säsonger lades series ner av Fox. Fansen visade tydligt sitt missnöje på sociala media, vilket ledde till att Netflix tog över rättigheterna och påbörjade inspelningen av en fjärde säsong 2018. Den 21 augusti 2020 hade den första halvan av säsong 5 premiär och den andra halvan släpptes den 28 maj 2021.